# まんべくん
まんべくんは、北海道山越郡長万部町のイメージキャラクター（ゆるキャラ）。現在は長万部観光協会および加盟店の宣伝を担当している。

## 概要
2003年に「長万部町開礎130年町制施行60年」の記念事業として行われたイメージキャラクターの公募で、準入選した作品が起源である。外見は長万部町の名産品であるカニ、ホタテガイ、アヤメを組み合わせたデザインになっている。
2010年10月に Twitter での活動が始まり、自治体の公式キャラクターとしては意外な毒舌などで知られるようになった。Twitter では「おはまんべーッ!」などの個性的で自由奔放な発言をしており、長万部町のPRはほとんど行っていないが、投稿数の上限に達するほど盛んに発言していた。しかし、2011年8月、太平洋戦争関連ツイートへの抗議が殺到してアカウント閉鎖に追い込まれている（後述）。
SNSアカウントの運営は2012年まで株式会社エムの佐藤健次郎社長が行っていた。
2019年には東京理科大学インベストメント・マネジメント株式会社とSELF株式会社の共同で開発された「AIまんべくん」のサイトが開設されている。
以降、行動範囲を長万部町内に限定する形で現在も活躍中。

## 歴史
- 2003年
  - 7月31日 - 「長万部町開礎130年町制施行60年」の記念事業として誕生（準入選）

- 2007年
  - 6月23日 - 大会ラストとなる「第20回おしゃまんべ毛がにロードレース」にてリアル化デビュー。
  - 8月10日 - おしゃまんべ神輿行列

- 2008年
  - 2月 - 冬のレクスポーツの祭典 in おしゃまんべ
  - 7月 - 長万部高校学校祭
  - 8月10日 - おしゃまんべ神輿行列

- 2009年
  - 2月 - 冬のレクスポーツの祭典 in おしゃまんべ
  - 9月・10月 - さっぽろオータムフェスト2009
- 2010年
  - 2月13日 - 冬のレクスポーツの祭典 in おしゃまんべ
  - 5月23日 - 長万部町民花見会
  - 6月12日－13日 - YOSAKOIソーランゆるキャラ演舞
  - 7月10日 - 北海道日本ハムファイターズ「WE LOVE HOKKAIDOシリーズ2010」オリックス・バファローズ戦（札幌ドーム）
  - 8月10日 - おしゃまんべ神輿行列
  - 9月・10月 - さっぽろオータムフェスト2010
  - 9月4日 - 「新幹線フェア」in 函館五稜郭
  - 10月10日 - ゆるキャラまつり北海道代表決起集会
  - 10月10日 - NHK総合（北海道のみ）「旅はBS ぶっつけ生中継 夢のまるごと体感！北海道ツアー」出演（生放送）
  - 10月23日24日 - ゆるキャラまつり in 彦根 〜きグルミさみっと2010〜
  - 10月28日 - 文化庁メディア芸術祭巡回展 札幌展
  - 10月30日 - 札幌市内ゲリラ（牛屋江戸八→羊ケ丘展望台→サッポロファクトリー→狸小路商店街→東急ハンズ→大通地下街）
  - 11月10日 - 北海道新聞夕刊掲載（長万部のゆるキャラ「まんべくん」ツイッターで人気 笑える「つぶやき」好評）
  - 11月10日 - 埼玉県八木橋百貨店訪問（大北海道展）
  - 11月24日 - 「an・an」1735号掲載（高野カナpresents週末ぶら☆キャラ探訪 - 日本最大の彦根のゆるキャライベントで注目したキャラたち。）
  - 12月5日 - 札幌市内ゲリラ（札幌時計台→東急ハンズ→PARCO→狸小路商店街）
  - 12月6日 - 札幌市内ゲリラ（白い恋人パーク→サッポロビール園→まんべ会)
  - 12月9日 - 札幌ドームゲリラwithコアックマ・アックマ ※失敗（北海道日本ハムファイターズ斎藤佑樹入団会見）
  - 12月30日 - 函館新聞掲載（まんべくん「年賀状ください」）
- 2011年
  - 1月10日 -  札幌市内ゲリラ（札幌ドームふわふわアドベンチャー※失敗→北翔クロテック月寒ドームおでかけライブin札幌→札幌市民ホール豊平区成人式）→焼肉プライム→札幌プリンスホテル→すすきのでカラオケ）
  - 1月15日 - 函館新聞掲載（まんべくんに年賀状305通「予想以上の反響に感激」）
  - 1月20日 - 北海道新聞掲載（ツイッターでの珍妙な受け答えで全国的に人気の「まんべくん」に年賀状が305通も届いた）
  - 1月27日 - 札幌市内ゲリラ（北海道新聞で取材→AIR-G'→サッポロファクトリー→札幌テレビ「どさんこワイド179」駅前中継※失敗→東急ハンズ→大通 TSUTAYA→焼肉プライム）
  - 1月31日 - ITmedia掲載（ウザかわいい！　長万部のキャラ「まんべくん」がつぶやきすぎな件）
  - 2月2日 - 北海道新聞掲載（ツイッター活用 地域に可能性 - ユニークさ受け全国区 役場に年賀状300枚）
  - 2月11日 - 冬のレクスポーツの祭典 in おしゃまんべ
  - 2月12日 - 札幌市内ゲリラwith千梅ちゃん（キャッツアイビッグ東苗穂店レジャスポ→さっぽろ雪まつり大通り会場→まんべ会）
  - 2月12日 - 札幌プリンスホテル宿泊プラン「まんべくんのご紹介で…」プラン（朝食付）販売開始（2011年04月30日まで）
  - 2月16日 - 北海道新聞掲載（道南）（まんべくん追いかけて　熱烈ファンが長万部に）
  - 2月16日 - ITmedia掲載（「まんべくんのご紹介で」札幌プリンスに超スペシャル宿泊プラン　バレンタインはせんとくんに完勝）
  - 2月18日 - 函館市内ゲリラ（ニチレイ森工場→北海道昆布館→函館駅前ビルWAKO→ロジワールホテル→東横イン函館駅前朝市→函館山ロープウェイ）
  - 2月18日 - NHK BS2「MAG・ネット」 まぐ☆ステプラスモア（まんべくんTwitter、動画の紹介）
  - 2月19日 - 北海道新聞掲載（道南）（「まんべくん」と「イカール星人」が駅前決戦）
  - 2月23日 - 「an・an」1747号掲載（高野カナpresents週末ぶら☆キャラ探訪 - ツイッターで人気急上昇!北海道・長万部のまんべくん。）
  - 2月24日 - 東京まんべ会のチケットがローソンチケットで150人分5時間で完売（場所:4/2 新宿ロフトプラスワン）
  - 2月26日 - ラジオ出演 FMドラマシティ（番組名:ネクスト Radio）
  - 2月26日 - ラジオ出演 FM NORTH WAVE（番組名:STATION DRIVE SATURDAY　DJ:ヒロ福地・ケイコ）
  - 2月26日 - 札幌テレビ塔訪問
  - 3月3日 -  モバゲータウンのオンライン恋愛アドベンチャーゲーム「がーるず★パラダイス ～逆ハーレム編集部～」に登場
  - 3月18日 - 苗穂駅前温泉蔵ノ湯訪問（じゃらん取材） →すすきのラフィラでコアックマ・アックマとチャリティーイベント
  - 3月28日 - 東日本大震災被災者支援活動 MANBE SMILE PROJECT 発足
  - 3月28日 - 札幌テレビ「どさんこワイド179」出演（駅長クイズ）
  - 3月28日 - MSN産経WEBニュース掲載（ゆるキャラも震災後は「キリッ！」）
  - 4月2日 - 東京まんべ会 - まんべくんがクルーッ！まんべくん全国ツアー in 東京 ～長万部より先に東京でデッカイことやって満足しようぜ！～開催（場所: 新宿ロフトプラスワン）
  - 4月3日 - 東日本大震災被災者支援募金活動（新宿駅南口・東口）
  - 4月7日 - AT-X「声優バラエティーSAY！YOU！SAY！ME！」（まんべくん紹介）
  - 4月14日 - 札幌市内ゲリラwithアックマ（大通公園→日産ガレリア→PIVOT→PARCO→東急ハンズ→狸小路商店街→ゲオディノス→狸小路商店街）
  - 4月20日 - 一日長万部消防署長、一日長万部駅長にＷ就任
  - 4月25日 - UHB「のりゆきのトークDE北海道」出演
  - 4月29日 - 長万部観光案内所「インフォまんべ」オープン記念イベント
  - 5月3日 - 福岡市内ゲリラwith千梅ちゃん（福岡PARCO→菓子処 典→西鉄福岡駅前で募金活動→博多どんたくパレード参加 ）
  - 5月3日 - 千梅会ゲスト出演
  - 5月5日 - 日本テレビ「ゲーマーズTV 夜遊び三姉妹」 一攫千金￥ゆるキャラ誕生！の巻で紹介
  - 5月6日 - NHK総合「MAG・ネット」 まぐ☆ステプラスモア出演
  - 5月22日 - FAMフェスティバル出演
  - 5月26日 - ゴールデンボンバーのマネージャーのブログにて紹介
  - 5月30日 - HTBイチオシ出演（イチオシ！すくーぷ「キモかわキャラクター」）
  - 6月1日 - UHB「U型テレビ」出演（週刊北海道タブロイド）
  - 6月3日 - NHK総合「MAG・ネット」 出演
  - 6月4日 - 大阪市内ゲリラ（大阪駅前歩道橋→時の広場→大阪駅中央南口→道頓堀→アメリカ村）
  - 6月5日 - 大阪まんべ会（場所: 心斎橋SUNHALL）
  - 6月16日 - 中島公園（札幌まつり）ゲリラwithコアックマ
  - 6月23日 - UHB「U型テレビ」出演（長万部から生放送）
  - 6月23日 - NHK Eテレ「大!天才てれびくん」出演（長万部から生放送）
  - 6月27日 - テレビ東京「ピラメキーノ」出演
  - 7月1日 - 札幌市内・小樽市内ゲリラ（大通公園→札幌市時計台→小樽運河→モエレ沼公園→ミュンヘン大橋）
  - 7月2日 - 第3回札幌まんべ会（場所：琴似PATOS）
  - 7月10日 - カルチャー誌PLANETS取材 → 高田第三公園
  - 7月13日 - 「an・an」1766号掲載（スマホでツイッター完璧ガイド。）
  - 7月22日 - 札幌テレビ「どさんこワイド179」出演
  - 7月23日 - 「NHK WONDER LAND2011」出演（場所: ベルサール秋葉原）
  - 7月24日 - テレビ北海道「ホッカイラジャーズ」
  - 7月31日 - まんべくん お誕生日会 (場所: 長万部町福祉センター)
  - 8月6日－7日 - 三井アウトレットパーク北広島 ゆるキャラ大集合
  - 8月7日 - 倶知安町 第４９回くっちゃんじゃが祭り
  - 8月8日 - 日本テレビ「スッキリ!!」に登場
  - 8月10日 - 長万部夜みこし
  - 8月16日 -ツイッターを含む活動の休止を発表
  - 11月7日 - まんべくん活動再開会見（場所：長万部町役場）
  - 11月18日 - 黒松内町養護施設訪問
  - 11月19日 - 第一回がんばろうすすきの実行委員会「ご当地アイドル集合！」出演
  - 12月10日 - 「2011ファンタジックイルミネーション」点灯式 (場所: 長万部町ラルズ駐車場向かい)
- 2012年
  - 1月14日 - 札幌市電貸切イベント(カニ電)
  - 2月11日 - さっぽろ雪まつり長万部町ＰＲイベント「長万部町～アンチクショー襲撃～」 (場所: 大通公園西6丁目)
  - 2月11日 - 冬のレクスポーツの祭典 in おしゃまんべ
  - 2月14日 - バレンタインにまんべくんからチョコをもらおう！（場所：長万部観光案内所インフォまんべ）
  - 3月14日 - ホワイトデーもまんべくんからお菓子をもらおう！（場所：長万部観光案内所インフォまんべ）
  - 4月14日 - DANCEROID Fes 札幌公演(場所: COLONY)
  - 4月16日17日 - 海鮮居酒屋おおーい北海道長万部酒場オープンイベント
  - 4月28日29日 - ニコニコ超会議（場所：幕張メッセ）
  - 5月3日 - インフォまんべリニューアル記念イベント(場所: JR長万部駅構内インフォマンベ)
  - 6月3日 - bpm FESTA 5th ANNIVERSARY（場所：Mt.RAINIER HALL SHIBUYA PLEASURE PLEASURE）
  - 6月10日 -コアックマアックマお誕生日会(場所: ターミナルプラザ琴似PATOS)
  - 6月24日 - 黒松内町ふれあいまつり
  - 6月30日7月1日 - 長万部毛がにまつり（場所：長万部町ふれあい公園）
  - 7月21日 - ご当地キャラ大集GO!（場所：札幌競馬場）
  - 7月22日 - 新千歳空港 1st ANNIVERSARY FAIR!（場所：新千歳空港）
  - 7月28日 - 食と環境のフェスティバル（場所：七飯町昆布館）
  - 7月29日 - THEサッポロビアガーデンふるさとステージ(場所: 大通公園西8丁目)
  - 7月31日 - まんべくんお誕生会（場所：インフォまんべ前）
  - 8月6日 - 特急ヌプリ号出発式（場所：JR札幌駅）
  - 8月10日 - 夜みこし行列（場所：JR長万部駅前）
  - 8月11日 - ニコニコ町会議全国ツアー2012（場所：長万部振興会館前駐車場）
  - 9月10日 - 金森キッズフェスティバル（場所：金森赤レンガ倉庫）
  - 9月22日 - さっぽろオータムフェスト2012（場所: 大通公園西8丁目）
  - 10月6日7日 - 北海道フェアin代々木（場所: 代々木公園）
  - 10月20日21日 - ゆるキャラまつり in 彦根 〜きグルミさみっと2012〜（場所: 夢京橋キャッスルロード）

## プロフィール
- 愛称：まんべくん
- 姓名：おしゃ まんべ
- 生年月日：2003年（平成15年）7月31日 午後3時
- 住所：北海道山越郡長万部町字長万部
- 身長：1m50cm〜1m90cm（その時によって、背が伸び縮みする）
- 性別：男
- 趣味：エコ活動、お散歩、温泉（42℃以上）
- 特技：コマネチ、バルタン星人のものまね
- 好きな食べ物：ラーメン
- 嫌いなもの：二酸化炭素
- 苦手なもの：犬
- 性格
  - 目立ちたがり屋
  - ドジでおっちょこちょい
  - 温厚でやさしくの〜んびりしているが、ものすごく怒った時は、カニばさみで攻撃することもある。しかし、まだ誰も怒ったところを見たことはない
- 将来の夢
  - NHK教育番組に出演すること
  - ポンキッキーズに出演すること
  - マクドナルドのハッピーセットになること
  - おしゃまんべ町が大好きなので、たくさんの人でまちがにぎわうこと

※出典：まんべくん公式サイト

## ひみつ
- 髪：あやめ＝アイリスの髪は元気のバロメーター。疲れるとしおれてしまう
- 耳（ホタテ）：都合の良いことしか聞こえない耳
- ハサミ：不器用な手だが、邪気を切ると言われている
- センサー：水・海の汚れに敏感な「汚染センサー」
- お腹：毎日腹筋しているのでお腹が割れている

※出典：まんべくん公式サイト

## Twitter
- 長万部高を卒業後、自衛官となり、退官後に地元の菓子店で広告宣伝などを担当していた当時29歳の男性が自治体に掛け合い、半年の交渉の末、運営を任されることになった。2010年3月に株式会社エムを設立[8]。
- 2010年10月16日からアカウント「@manbe_kun」でツイートを開始。
- 自身の認知度を上げるため、自ら積極的にフォローをかけ、フォロワーを増やした。長万部町のPRはほとんどしない（存在自体がPRを兼ねている[9]）。
- 初期は「キリッ！」「ちゃーん」など単語が多かったが、徐々に言葉数が増え普通に会話するようになった。全体的に毒舌的なつぶやきが多く自治体が運営するアカウントとしては異例である。
- リプライ率が高いため、規制がかかりツイートができなくなることがよくある（サブアカウントを持っている）。
- 2011年8月14日 ツイッターでの戦争についての発言が取りざたされ炎上し、長万部町役場に苦情が殺到する。
  - 当日の主なツイート[10][11]

「明日は終戦記念日だからまんべくん戦争の勉強するねッ！」15:19:44
「戦争のドキュメンタリー番組を見たッ！当時の日本は北朝鮮状態な件」15:21:49
「どう見ても日本の侵略戦争が全てのはじまりです。ありがとうございました。」15:27:11
「日本の犠牲者三百十万人。日本がアジア諸国民に与えた被害者数二千万人。」15:31:46
「兵隊さんは悪くない。悪いのは国。従わなければ殺されてた。兵隊さんも被害者」15:39:30
「守るための闘いなら仕方ないが、どう見ても侵略。」15:41:08
「まんべくんは戦争のこと言ったらだめなのかよ！ということは今の小学生たちは何も言ったらだめってことになるね！そんな日本でいいのかよ！」16:34:05
「いつも起こしてるから今日に始まったことじゃねぇだろ！慣れろ！」17:01:11
「反省するところがない」17:14:38
「付き合わなくていい！ブロック推奨って書いてあるだろ！」17:19:34
「(^¬^≡^¬^)ピャーッ！今日は大漁！大漁！」17:28:43
「炎上の後のペプシネックスは格別だよーッ！(((^-^))) 」17:43:58
- 2011年8月16日 長万部町役場がツイッターを運営していたエム社への「まんべくん」の使用許諾権を禁止し、まんべくんツイッターの中止を発表する[12]。
- 2011年11月7日 まんべくんの活動再開会見を行う[13]。
  - 町内事業者や団体への申請に対し、商標「まんべくん」や着ぐるみの使用について許可を開始する。
  - ツイッターやブログ活動については、当面の間見合わせ。
- 2012年1月1日 アカウント名をmanbe_kunからmanbe_kunGTに変更した上で再開[14] したとしているが、長万部町役場はどの団体にもツイッターでの使用許可を出しておらず、エム社による無許可での運営となっていた[15]。また、ツイッターで同アカウントを運営しているエム社は取材を一切拒否しており[15]、商標を勝手に使用された町役場は文書等で警告を行うとしていた[16]。その後、manbe_kunGTは2012年7月頃よりTwitter社により「認証済みアカウント」のマークが付けられているが、長万部町や関連組織による公式なアナウンスは行われなかった。
- 2012年10月30日 エム社は長万部町が要望を聞き入れてくれず、長万部を応援できなくなったとして、非公式で運営してきたmanbe_kunGTを近日中に停止することを発表した[17]。同時に、エム社が発売したグッズも販売終了となった。長万部町側は、エム社へTwitterへの規制は特に掛けていなかったが、ステージ活動やグッズについては制限を掛けていた[18]。
- 今現在 @manbe_kun_ のアカウントでTwitterを再開しているが、長万部町完全非公式でありプロフィールにもそう記してある。